# LG G4
LG G4 je Andorid pametni telefon razvijen od strane LG Electronics. Predstavljen 28. Aprila 2015. i pušten u prodaju prvi put u Južnoj Koreji 29. Aprila 2015. i u svetu u Junu 2015. , kao naslednik 2014-te G3. G4 je primarno evolucija G3, sa izmenama celokupnog dizajna, displeja i kamere.
G4 je hvaljen za svoj displej, kameru i sveukupne performanse, kritičari su ga okarakterisali kao snažan uređaj koji nije sadržao dovoljno znatnih promena ili inovacija u odnosu na svog prethodnika da bi se uređaj isticao protiv glavnih konkurenata, ali bi mogao da se dopadne naprednim korisnicima sa potrebom za pametnim telefonom sa proširivom memorijom i baterijom koja može da se izvadi.

## Specifikacije
Dizajn je evolucija G3, čuvajući elemente kao sto su pozadinske dugmiće za paljenje i jačinu zvuka. Nekoliko opcija za pozadinu su dostupne, uključujući plastične maske sa dijamantskim šablonom i plastične maske obložene kožom, sa šavom po sredini. Šest različitih boja kože je dostupno. Karakteristike G4 su 5.5 in(140mm), 1440p "Quantum IPS" displej, za koji LG tvrdi da će obezbediti bolji kontrast, preciznost boja i energetsku efikasnost nad drugim displejem koji LG nije specifično naveo. G4 koristi šesto-jezgarni Snapdragon 808 sa 3 GB RAM memorije, sastoji se od četiri Cortex-A53 male snage i dva Cortex-A57 jezgra. G4 uključuje i bateriju od 3000 mAh koju možete izvaditi i podržava Qualcomm brzo punjenje 2.0 tehnologiju sa kompatibilnim naizmeničnim adapterom, koji nije uključen u pakovanje. G4 dolazi sa 32GB memorije sa opcijom proširivanja sa microSD memorijskom karticom do 2 TB.
Zadnja kamera ima senzor od 16 megapiksela sa otvorom na sočivu od f/1.8, infracrveni aktivni autofokus, optičku stabilizaciju slike sa 3 ose, i led blic. "RGB senzor boja" se nalazi ispod blica,koji analizira svetlost okruženja da optimizuje balans bele i boju blica da bi generisao prirodnije slike. Prednja kamera je od 8 megapiksela sa otvorom na socivu od f/2.0."
G4 se isporučuje sa Androidom 5.1 "Lizalica", ma da sveukupno iskustvo korisnika je relativno slično onom od G3." Softver kamere je unapređen sa "raw" podrškom, zajedno sa nekoliko novih ručnih modova koji nude mogućnost podešavanja fokusa,brzine okidača,"ISO" i balansa bele. Opcionalno, fotografija može biti slikana automatski sa duplim klikom nižeg dugmeta za regulisanje jačine zvuka kada je ekran isključen." Takodje tu je i opcija koja korisniku dozvоljava da vidi obaveštenja kada je displej isljučen povlačenjem na dole.
LG je najavio da ce 14. Oktobra 2015. G4 biti unapređen na Android 6.0 "Maršmelou", sa svojom distribucijom u Poljskoj narednih nedelja, zatim ostale evropske zemlje, Južna Koreja i Ujedinjene Države.

## Prijem
G4 je naišao na mešovito-pozitivni prijem od strane kritičara. "The Verge" je osetio da bi G4 mogao da se dopadne naprednim korisnicima otuđenim od skoro izbačenog Samsung S6 telefona, zbog izbacivanja proširive memorije i zamenljive baterije. Displej je hvaljen za svoju poboljšanu preciznost boja i energetsku efikasnost nad G3, primećujući da je "dobar kao, ako ne i bolji", od S6. Zadnja kamera je hvaljena za svoj kvalitet i prikaz boja, zajedno sa svojim "obimnim" ručnim modom i sa svojim "neobičnom" sposobnošću da snima slike u "raw" formatu, ali je primećeno da autofokus ume ponekad da ne fokusira sta treba ili da mu treba previše vremena,i da ručni mod nije ponudio saturaciju i kontrolu oštrine. LG-jev softver je kritikovan za to da je relativno nepromenjen u odnosu na G3,i da pati od "ružnog" izgleda. G4 je dobio 7.9 od 10, zaključujući da "nije loš pametni telefon-da zapravo funkcioniše dobro-ali da ga nećete videti u rukama svake osobe na državnom sajmu ovog leta."
Performanse telefona LG G4 su upoređene sa uređajima koji koriste Qualcomm-ov Snapdragon 820(kao na primer LG G Flex 2), koji su bili izloženi brizi o pregrejavanju."Ars Tehnica" je osetila da je potreba za gušenjem intezivnih zadataka procesora da bi se sprečilo pregrejavanje ima negativan efekat na preformanse Snapdragon-a 810, ta rasprava je rezultat korisćenja 808 umesto 810 kod LG G4.To je razlog zasto je Snapdragon 808 radio bolje u nekim slučajevima od 810. Međutim "Ars Tehnica" je izjavila da "ako vam je bitan rezultat na testovima,G4 biva uništen od strane procesora S6." Uzimajući u obzir kameru kao najbolji deo uređaja, Ars Tehnica je zaključila da je G4 "savršeno kompetentan pametni telefon, ali da se ne ističe previše."
Neki korisnici su prijavili nedoslednosti u performansama ekrana osetljivog na dodir,naročito kod T-Mobile i Verizon verzija-imaju problema sa registrovanjem brzih dodira i sa listanjem na ekranu. LG je izbacio apdejt da ispravi problem sa tastaturom u junu 2015. , zatim je Verizon pustio veliki apdejt u novembru 2015. da ispravi probleme sa ekranom i ostale probleme sa uređajem. U januaru 2016. LG je potvrdio da su neki uređaji imali manu u proizvodnji koje je uzrokovala da uđu u nepovratnu restartnu petlju, i najavili su da će popraviti pogođene uređaje bez naplate.

## Galerija
- LG G4
- Sve verzije telefona LG G4
- Metalik siva i Keramičko bela verzija LG G4
- Lg G4(Plastične verzije )
- LG G4 displej
- LG G4 debljina
- Pozadina LG G4

## Spoljašnje veze
- Zvanični sajt